# Великий Будда у Нарі

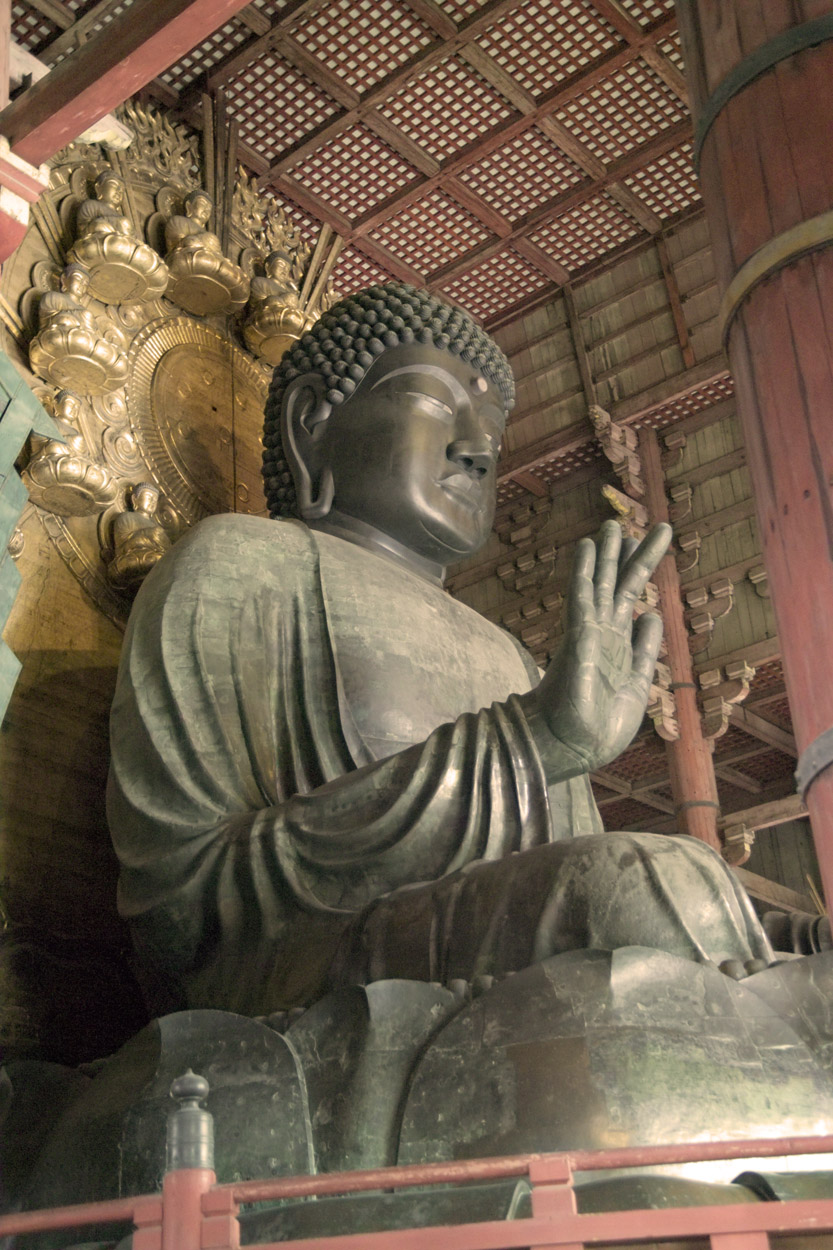
Великий Будда у Нарі.

34°41′21″ пн. ш. 135°50′23″ сх. д. / 34.68915° пн. ш. 135.8398° сх. д.
Великий Будда у Нарі (яп. 奈良の大仏, ならのだいぶつ, нара но дайбуцу) — 30-метрова бронзова статуя сидячого будди Вайрочана в головному залі монастиря Тодайдзі міста Нара, Японія. В історичній та буддистській літературі відома як Сидячий будда Вайрочана (盧舎那仏坐像, るしゃなぶつざぞう).
Спорудження статуї почалося 745 року за наказом Імператора Сьому і завершилося 752 року. За всю історію вона неодноразово ламалася і ремонтувалася. Автентичними частинами статуї є сидіння, живіт, частина пальців; решта — реставрації середньовіччя та нового часу.
Статуя зареєстрована як Національний скарб Японії під назвою «Бронзова статуя сидячого будди Вайрочана» (銅造盧舎那仏坐像).